# Henrietta von Osterhausen
Henrietta von Osterhausen, död 1727, var en polsk mätress. Hon var mätress till Polens kung August den starke mellan 1720 och 1722. 
Hon var hovfröken till Augusts svärdotter. Hon ersatte år 1720 Erdmuta Zofia von Dieskau som Augusts mätress. 